# Галя Младенова
Галя Младенова е съпруга на председателя на Държавния съвет Петър Младенов и като такава е Първа дама на България в периода 17 ноември 1989 – 6 юли 1990 г.
Младенова е завършила специалност история в Софийския държавен университет. Изпратена е по разпределение във Видин, където се запознава с бъдещия си съпруг. Била е директор на Окръжния архив във Видин; по-късно зам.-главен редактор на сп. „Младеж“.

## Семейство
Галя Младенова е омъжена за Петър Младенов от 1964 г. до смъртта му през 2000 г.